# Paul King (réalisateur)
Pour les articles homonymes, voir Paul King et King.
Paul King, né en 1978, est un scénariste et un metteur en scène britannique. Il travaille pour la télévision, le cinéma et le théâtre, en particulier dans le registre de la comédie. Son film Paddington dont il est le metteur en scène ainsi que le co-scénariste lui a valu d'être nommé deux fois lors de la 68e cérémonie des British Academy Film Awards.

## Filmographie

### Réalisateur
- 2009 : Bunny and the Bull
- 2014 : Paddington
- 2017 : Paddington 2
- 2023 : Wonka